# Jens Hajslund
Jens Madsen Hajslund (* 29. Mai 1877 in Hjerm; † 28. August 1964 in Holstebro) war ein dänischer Sportschütze.

## Erfolge
Jens Hajslund nahm an den Olympischen Spielen 1912 in Stockholm in drei Disziplinen teil. Im Dreistellungskampf mit dem Freien Gewehr sicherte er sich gemeinsam mit Ole Olsen, Niels Larsen, Lars Jørgen Madsen, Niels Andersen und Laurits Larsen Bronze im Mannschaftswettbewerb, während er die Einzelkonkurrenz nicht beendete. Mit dem Militärgewehr belegte er in der Mannschaftskonkurrenz über vier Distanzen den achten Platz.